# 以人名命名的恆星
在過去的幾個世紀裏，少數恒星是以個人的名字命名的。在天文學中，根據公認的天文學命名慣例給天體命名是很常見的。大多數恒星都沒有被賦予專有名稱，而是依賴於恒星目錄中的字母數字名稱。然而，幾百個名字要麼是歷史悠久的傳統名字（通常來自阿拉伯語），要麼是頻繁使用的歷史名字。
此外，許多恒星都有目錄名稱，其中包含其編譯器或發現者的名稱。其中包括格利澤（Gliese）、沃夫（Wolf）、羅斯（Ross）、布蘭得利（Bradley）、皮亞齊（Piazzi）、拉凱勒（Lacaille）、斯特魯夫（Struve）、格隆布里奇（Groombridge）、拉蘭德（Lalande）、克魯格（Krueger）、梅耶爾（Mayer）、維斯（Weisse）、古爾德（Gould）、魯坦（Luyten）還有其他人。例如，沃夫 359是由馬克斯·沃爾夫發現並編目的。
各種私人組織聲稱收取費用為人們命名星星，但這些名稱僅在其自己的出版品中使用，不被科學界認可。

## 國際天文學聯合會（IAU）認可的名稱
為天體命名是國際天文學聯合會（IAU）的工作，通常人名只在有嚴格的標準之下，用於行星表面特徵的命名。例如：水星上的坑穴，是以已經過世的著名音樂家、藝術家、畫家和文學家來命名。但是，小行星的命名是由發現者提出，再由國際天文學聯合會審核，因此有以神話人物、圖騰、地名、傑出的天文學家、時尚的音樂家、晦澀的歷史人物，甚至是發現者的親朋好友，而成為有趣的收藏品。
國際天文學聯合會不為恆星命名，而且也無意為恆星命名。固然，有專屬名稱的恆星很少，但天文學家不會，也不需要使用這些名稱。不過，有些私人公司明知沒有法律上的地位為任何恆星命名，而且不可能提供保證，卻會收取費用為有需要的人替恆星命名。
以人名命名的恆星可以粗略的分成兩組。第一組主要是舊有的，或是一些獨特的恆星，經由一些方法的聯繫，直接的命名。第二組則較為隱晦，雖然也是一些特別的恆星，但通常不是直接的命名。

### 直接的命名
這一小部分恆星通常都因為有獨特的特徵而有其重要性，因此都是用來尊崇發現其特性的人士。
- 阿格蘭德星：葛羅姆布里吉1830，是史蒂芬·葛羅姆布里吉發現的。弗里德里希·阿格蘭德在1842年發現它有高自行運動。
- 阿格蘭德2號星：拉蘭德21185，是鄰近的紅矮星。弗里德里希·阿格蘭德在1857年發現它有高自行運動。
- 巴德星：是蟹狀星雲中的中子星。沃爾特·巴德最早指出它與超新星之間的關聯性。
- 巴納德星：已知自行最大的恆星，是巴納德在1916年發現的一顆紅矮星。
- 白塞耳星：有一段時間被認為是最接近地球的恆星。白塞耳在1838年以視差法測出其距離，但通常仍稱為天鵝座61星。這顆星也被稱為 皮亞齊的飛星，因為朱塞普·皮亞齊指出它是測量距離（視差）的合適候選者。
- 范·比斯布羅克的星：是一顆很小的恆星，也稱為VB 10或沃夫1055 B。它是喬治·范·比斯布羅克於1944年發現巨大的紅巨星沃夫1055 A的一顆伴星，且是當時所知質量最小與最暗的星。這個系統也稱為格利澤752（Gliese 752）。
- 凱雷爾星：是經由法國天文學家羅傑·凱雷爾等人的研究，確認為的極貧金屬星。
- 查爾斯的心臟：獵犬座α星，雖然只是三等星，卻是獵犬座內最亮的星。拉丁文（Cor Caroli）原文的字義是用來紀念任何一位名為查爾斯的英國國王。
- 赫歇爾的紅星：造父四（武仙座μ），是一顆紅巨星，威廉·赫歇爾首度描述它紅的顏色極為顯著。
- 欣德的紅星：天兔座R，是一顆長週期變星。約翰·羅素·欣德發現他是肉眼可見全天顏色最紅的恆星。
- 茵內斯星（英语：Innes' star）：LHS 40[1]， 這是以比鄰星的發現者的名字命名的一顆高自行的恆星。在1930年，魯坦將這顆恆星列為第五接近我們的恆星系統，但它的想法是錯誤的，這顆星距離我們41光年。
- 卡普坦星：雅各布斯·卡普坦在1897年發現的次矮星，被發現時是自行最大的恆星，目前則仍是第二大的。
- 克卜勒星：這是超新星SN 1604，雖然不是約翰·克卜勒發現的，但他做了詳盡的研究。
- 克热明斯基星：波蘭天文學家沃伊切赫·克熱明斯基（Wojciech Krzemiński）於1974年發現的一顆藍超巨星，屬於半人馬座X-3波霎的一部分。也稱為HD 101065，是一顆恆星。它的譜線顯示異常高豐度的鑭系元素。
- 魯坦星：以發現者威廉·雅各·魯坦（Willem Jacob Luyten）為名的另一顆紅矮星。
- 范馬南星：范·馬南在1917年發現的白矮星，這是被發現的第三顆白矮星。
- 普拉斯基特星：加拿大天文學家約翰·史坦利·普拉斯基特在1922年發現的聯星，總質量大約是太陽的100倍，是已知的聯星中最重的。正式名稱是HR 2422，位於麒麟座。
- 櫻井之星：也稱為人馬座V4334，日本業餘天文學家櫻井幸雄發現的慢新星，相信其前身是一顆的紅巨星。
- 舒爾茨星：這是一對晚期的M型矮星（M9.5）與T型棕矮星（T5）的聯星系，是拉爾夫·迪特·舒爾茨（Ralf-Dieter Scholz）在2013年發現的。它有很大的視差，但相對極小的自行，並被推論在70,000年前以近距離（0.82光年）飛掠過太陽系。
- 史登之星（英语：Sneden's Star）：是一顆巨星，以克利斯·史登的名字命名。這顆恆星以其高解析度的光譜觀測而聞名。
- 塔比星：KIC 8462852，是在天鵝座中有著極度不尋常光變曲線的一顆F型主序星，被以Tabetha S. Boyajian的名字命名。它被推測是已經發展出戴森球的外星文明。
- 蒂加登星：這是最近的例子，美國國家航空暨太空總署的近地小行星追蹤計畫在2003年發現一顆暗淡的紅矮星，被冠上領導這個小組的天文物理學家Bonnard Teegarden的名字。
- 第谷星：超新星SN 1572，與克卜勒超新星一樣，以研究者而不是發現者的名字命名。

另外，有許多恆星是以它們被收錄的星表編號與作者的名字結合命名的。例如馬克斯·沃夫發現的沃夫359，雖然沒有明確的以發現者命名，但單單標示他的出處，也無異於以發現者命名了。
（註：在小說《共和國》出現的潘朵拉星和瑞納星不是真實的星名）

### 隱喻的命名
有些恆星的名稱並未取得正式的命名，但它們以一些方法列入星表或載入星圖中，於是得到了認同。
最早的例子是1814年出現在巴勒莫星表中的兩顆星：Sualocin（瓠瓜一，海豚座α）和Rotanev（瓠瓜四，海豚座β）。最後，它們被辨識出是天文學家皮亞齊的助理Nicolaus Venator的名字以拉丁文倒過來拼寫的拼音，但是不清楚兩人中是誰如此做的。
在近代，太陽神計畫為了進行天文導航的訓練，必須列出肉眼可見恆星的名單。古斯·葛利森不知道她們都有傳統的名稱，就惡作劇的列入了三個星名：Navi（仙后座ε）、Dnoces（大熊座ι，上台一）、和Regor（船帆座γ，天社一）。這些名字只使用在這個計畫中，絕大多數天文機構依然使用傳統的名稱。
這三個名字是源自阿波羅1號組員的名字：
- Navi：是Ivan的反轉，是Virgil Ivan "Gus" Grissom的中間名。
- Dnoces：是Second的反轉，暗示著Edward Higgins White, II。
- Regor：是Roger' '的反轉，是Roger Bruce Chaffee的首字。

傳統上的名稱可能也隱喻或暗藏了一些名稱，因為多數恆星名稱的起源在語源學上仍不為所知。

### 營利性的"命名"
國際星辰註冊和其它恆星命名公司向公眾出售"恆星的名字"。從天文學家的觀點來看，企業將星星賣給民眾並取名稱是詐欺的行為，因為這些公司所賣出的星星與名稱不會獲得國際天文學聯合會的認可，所以它們沒有官方的地位。這些公司已被敦促：必須在顧客購買前充分提供資訊給顧客，充分披露和告知他們買的是甚麼。但是天文學家有時不忍透露真相，因為這些星星的名稱通常都是以當事人感情上的重要人士命名的，例如，紀念過世的子女。